# Monte Pousada
Monte Pousada es una localidad caboverdiana del municipio de São Miguel.

## Geografía
La localidad está situada en la isla Santiago.

## Organización territorial
La localidad abarca los lugares y barrios de:
- Achada Mangue
- Chã de Dencho
- Chã de Guerra
- João Correia
- João Gonçalves
- Lém Sanches
- Monte Riba
- Portal
- Rocha Branca
- Variante